# Sören Bertram
Sören Bertram (nascut el 5 de juny del 1991 a Uelzen) és un exfutbolista alemany que jugava com a migcampista.

## Carrera
Bertram va començar a jugar a futbol al Teutonia Uelzen. Des d'allà es va traslladar en el 2002 al FC St. Pauli, on va romandre durant tres anys i per unir-se després a l'equip rival de la ciutat, el Hamburger SV ging